# Torrejón el Rubio
Pour les articles homonymes, voir Torrejón et Rubio.
Torrejón el Rubio est une commune de la province de Cáceres dans la communauté autonome d'Estrémadure en Espagne.